# Sankarismo
O sankarismo é um termo por vezes aplicado para denotar uma tendência ideológica de esquerda no meio político de Burquina Fasso, um país sem litoral da África Ocidental, bem como as políticas do governo conduzidas pelo capitão Thomas Sankara. Sankara chegou ao poder no que era a então República do Alto Volta em um golpe militar com apoio popular em 1983 e governou até seu assassinato em um golpe de Estado liderado por Blaise Compaoré em 1987.
Existe uma forte dissonância política entre os movimentos que reivindicam legado e ideais políticos de Sankara, um fato que o político da oposição burquinense Bénéwendé Stanislas Sankara — sem relação — descreveu em 2001 como sendo "devido à falta de definição do conceito". Os sankaristas variam desde comunistas e socialistas mais moderados até social-democratas e populistas.

## História
Durante o seu tempo no poder, Sankara — um célebre veterano de guerra conhecido por seu carisma — tentou conduzir o que ele chamou de "Revolução Democrática e Popular" (em francês:  Révolution démocratique et populaire), uma transformação radical da sociedade. Foram formadas várias organizações para implementar esta revolução, entre elas os Comitês para a Defesa da Revolução, os Tribunais Populares Revolucionários e os Pioneiros da Revolução. Um grande número de reformas foram decretadas na recém-renomeada Burquina Fasso entre 1983 e 1987, a maioria das quais seriam desfeitas após o golpe militar que derrubou e matou Sankara.
Mesmo após a morte de Thomas Sankara, seu legado sobreviveu, muito devido à sua imagem pessoal carismática. Às vezes, apelidado de "Che Guevara da África" devido às suas semelhanças no estilo com o revolucionário argentino e com a inspiração que tirou da Revolução Cubana, Sankara tornou-se conhecido por sua vida frugal, pilotando motocicleta, tocando violão e se opondo ao culto da personalidade, todos os traços pessoais que o diferem dos estadistas africanos contemporâneos. Por exemplo, quando perguntado sobre o porquê não queria que seu retrato estivesse pendurado em lugares públicos, como era a norma para outros líderes no continente, ele respondeu: "Existem sete milhões de Thomas Sankaras". Ideologicamente, Sankara foi um pan-africanista e anti-imperialista, que procurou recuperar a identidade africana de sua nação e se opôs ao neocolonialismo, e um marxista que estudou as obras de Karl Marx e Vladimir Lênin.
Um dos primeiros grupos a se associar ideologicamente com o rótulo de "Sankarismo" foi o Movimento Sankarista, formado no exílio em Paris, apenas algumas semanas após o assassinato de Sankara em 15 de outubro de 1987.  Desde então, os partidos políticos e outras organizações auto-identificadas como sankaristas têm sido uma característica comum no movimento de oposição burquinense contra o governo do presidente Compaoré. Muitos líderes sankaristas têm um passado no governo de Sankara ou nas organizações que ele criou. Por exemplo, Ernest Nongma Ouédraogo – líder da Convenção Pan-Africana Sankarista – foi Ministro da Segurança sob Sankara, e Sams'K Le Jah – líder do Le Balai citoyen – recebeu sua educação política como um adolescente no movimento Pioneiros da Revolução.
Os sankaristas foram proeminentes durante os protestos de 2011 e na revolta em 2014. A última depôs com êxito o presidente Blaise Compaoré, no final de outubro de 2014, forçando o líder a renunciar e fugir do país para a Costa do Marfim. Thomas Sankara foi citado como uma grande inspiração para os manifestantes, alguns chegando ao ponto de designar a revolta de "Segunda Revolução" em referência à "Revolução Democrática e Popular" de Sankara durante a década de 1980. Outro evento histórico que reclamou e têm reclamado o legado e as políticas do sankarismo foi o golpe de Estado em Burquina Fasso em setembro de 2022.